# Epithalamium na wesele Krzysztofa Radziwiłła książęcia i księżny Katarzyny Ostrogskiej, wojewodzianki kijowskiej
Epithalamium na wesele Krzysztofa Radziwiłła książęcia i księżny Katarzyny Ostrogskiej, wojewodzianki kijowskiej – epitalamium autorstwa Jana Kochanowskiego napisane z okazji ślubu Krzysztofa Radziwiłła oraz Katarzyny Ostrogskiej, który odbył się 27 lipca 1578 roku.
Utwór powstał w tym samym roku, w którym odbyła się uroczystość weselna, jednak z nieznanych przyczyn wydrukowany został po raz pierwszy kilka lat później – w 1584 roku (Katarzyna Ostrogska wtedy już nie żyła, a Radziwiłł był już ówcześnie żonaty z Katarzyną z Tęczyńskich). Epitalamium zostało opublikowane w Drukarni Łazarzowej.
Utwór Kochanowskiego zawiera liczne elementy panegiryczne, zawiera pochwałę dwóch rodów, łączących się dzięki małżeństwu Radziwiłła i Ostrogskiej. Jest bogaty stylistycznie i zawiera wyszukane epitety. Widoczne są w nim pewne wpływy twórczości Katullusa.
Fragmenty epitalamium (w tym m.in. zakończenie) wykorzystał Kochanowski w swoim późniejszym utworze Jezda do Moskwy (1582), również napisanym dla Krzysztofa Radziwiłła.